# مارتن يوهان شميت
مارتن يوهان شميت (بالألمانية: Martin Johann Schmidt)‏ هو نقاش ‏ ورسام نمساوي، ولد في 25 سبتمبر 1718 في جرافنفورث في النمسا، وتوفي في 28 يونيو 1801 في كرمس آن در دوناو في النمسا.